# Venadillo
Venadillo – miasto w Kolumbii, w departamencie Tolima.